# Cephalops kurilensis
Cephalops kurilensis är en tvåvingeart som beskrevs av Kuznetzov 1990. Cephalops kurilensis ingår i släktet Cephalops och familjen ögonflugor. Inga underarter finns listade i Catalogue of Life.